# Karl Rubner
Karl Rubner (* 1. August 1901 in Königsberg an der Eger; † 16. März 1988) war ein deutscher Sozialdemokrat, Gewerkschafter und Widerstandskämpfer gegen den Nationalsozialismus. 
Rubner war als Bergarbeiter in Merkstein bei Aachen (Wurmrevier) schon früh politisch interessiert und aktiv. Er wurde Mitglied der SPD und war nach der „Machtergreifung“ 1933 zwei Jahre im Widerstand für die illegale Bergarbeitergewerkschaft im Wurmrevier tätig. 
1938 ging Rubner ins Exil nach Belgien, später nach Frankreich. Nach dem Zweiten Weltkrieg wurde er ein führendes Mitglied der Aachener Gemeinschaft politisch verfolgter Sozialdemokraten und Mitglied des 1. Ernannten Landtages Nordrhein-Westfalen unter Ernst Gnoß.